# Leonhard Müller (Energiewirtschaft)
Leonhard Müller  (* 27. März 1929 in Landeshut, Schlesien (heute Kamienna Góra, Polen); † 27. Oktober 2021 in Tettenhausen, Bayern) war ein deutscher Energiemanager und Sachbuchautor.

## Leben
1946 aus Schlesien vertrieben, machte Müller sein Abitur in Wolfenbüttel, Niedersachsen. Anschließend studierte er Elektrotechnik an der TH Braunschweig, wo er am Institut für Hochspannungstechnik 1957 mit der Dissertation Wanderungsvorgänge von kurzen Hochstromlichtbögen im eigenerregten Magnetfeld zwischen ruhenden Laufschienen und zwischen sich trennenden Kontaktstücken zum Dr.-Ing promoviert wurde. Von der TH Braunschweig erhielt er einen Lehrauftrag, den er für zehn Jahre versah. 1962 setzte er als Assistent des Technischen Vorstands, später als Prokurist bei der Hastra in Hannover seinen weiteren beruflichen Weg fort. 1972 wurde er in den Vorstand der Bayerischen Elektrizitäts-Lieferung-Gesellschaft, später E.ON in Bayreuth berufen. 1983 wechselte er in den Vorstand der Überlandwerk Unterfranken in Würzburg. 1985 bis zu seinem Ruhestand war er erst Technischer Vorstand, dann Sprecher des Vorstands der Bewag in Berlin.
Hier löste er nicht vorhersehbare Aufgaben: Die Insellage West-Berlins erforderte eine umfangreiche Erneuerung und Erweiterung der innerstädtischen Energieerzeugung, um den Energiebedarf zuverlässig sicherzustellen. 1987 gelang es, einen Vertrag mit der DDR zum Bau einer 380-kV-Leitung zwischen Helmstedt und Berlin-Spandau zu schließen, die am 3. Oktober 1989 in Betrieb ging. Nach der Wiedervereinigung am 3. Oktober 1990 mussten die beiden Stadthälften von Berlin auch elektrisch wieder miteinander verbunden werden. Dies wurde als 380-kV-Diagonale Berlin realisiert, die innerstädtisch in einem mit einer Tunnelbohrmaschine aufgefahrenen, 19,8 km langen Tunnel als Hochspannungskabel verläuft.

## Ehrungen
- Berufung zum Honorarprofessor mit Lehrauftrag an die Technischen Fakultät der Universität Erlangen
- 1995 Bundesverdienstkreuz 1. Klasse

## Veröffentlichungen
- Handbuch der Elektrizitätswirtschaft: Technische, wirtschaftliche und rechtliche Grundlagen, Springer 1998, ISBN 3-540-56163-3, 2. Auflage 2001